# Langenegg

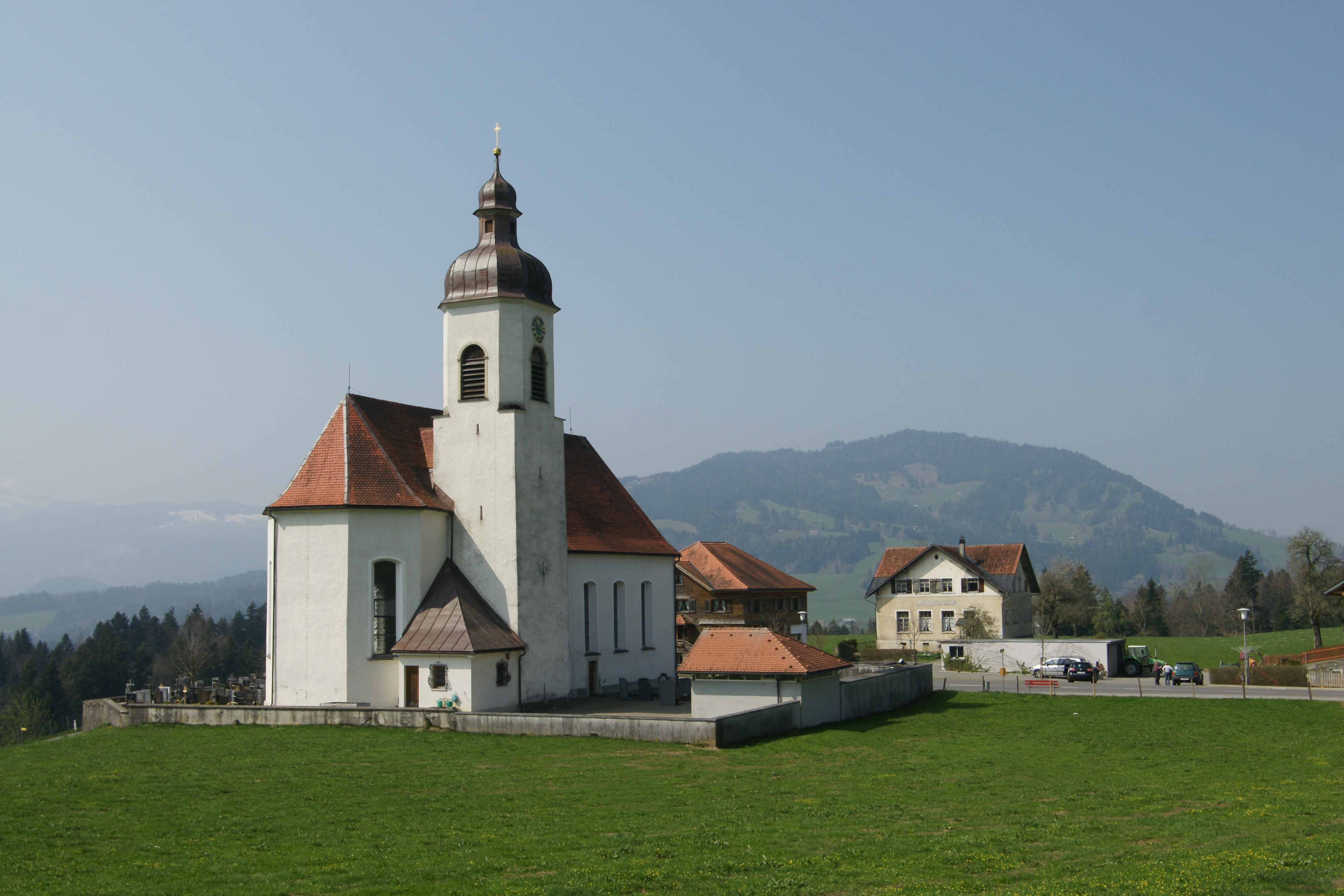
Pfarrkirche Mariä Heimsuchung

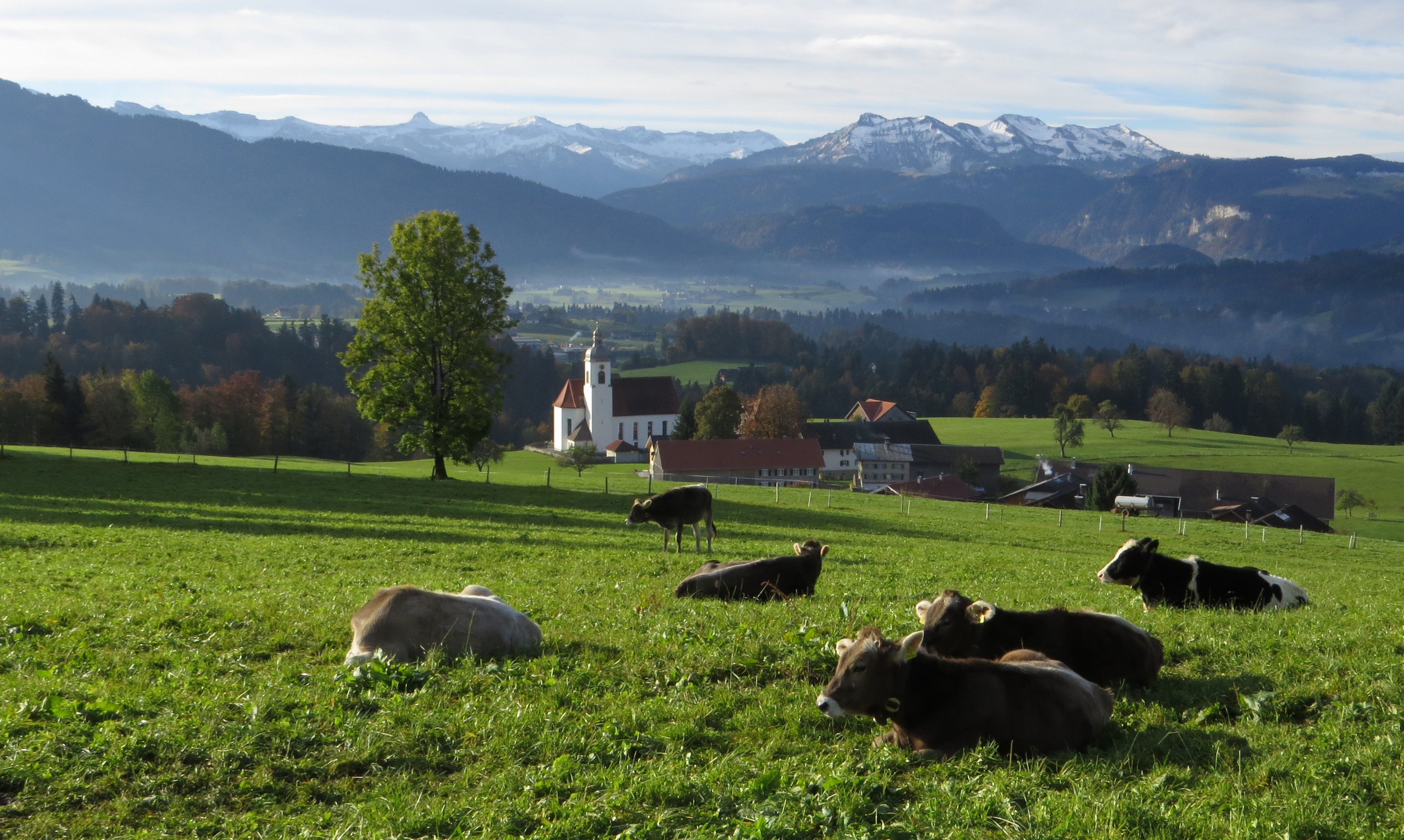
Kirchdorf von Norden

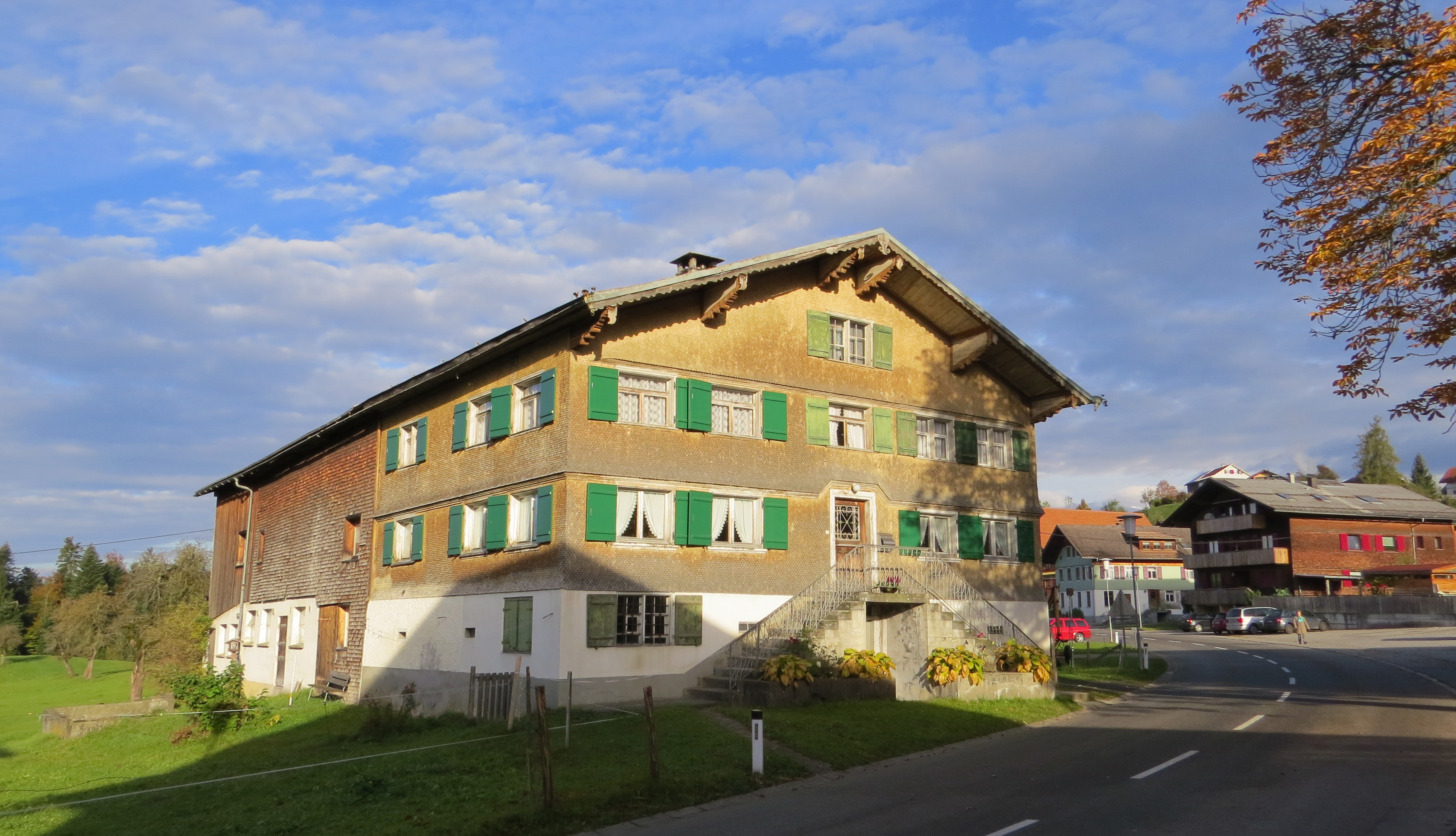
Typisches Bregenzerwälderhaus in Langenegg

Langenegg ist eine Gemeinde mit 1181 Einwohnern (Stand 1. Jänner 2024) im österreichischen Bundesland Vorarlberg.

## Geografie
Langenegg liegt im westlichsten Bundesland Österreichs, Vorarlberg, im Bezirk Bregenz südöstlich des Bodensees im Vorderen Bregenzerwald. Die Grenze im Südwesten bildet die Bregenzer Ach, die im Nordwesten die Weißach. An deren Zusammenfluss ist mit 690 Meter der tiefste Punkt der Gemeinde. Dazwischen steigt das Land nach Osten bis auf 912 Meter am Rotenberg an. 
Die Gemeinde hat eine Fläche von etwas über zehn Quadratkilometer. Davon ist mehr als die Hälfte landwirtschaftliche Nutzfläche, rund vierzig Prozent sind bewaldet.
Der Ort ist Mitglied des deutsch-österreichischen Gemeinschaftsprojekts Naturpark Nagelfluhkette.

### Gliederung
Langenegg gliedert sich in die Katastralgemeinden Oberlangenegg und Unterlangenegg.

### Nachbargemeinden
Die Gemeinde Langenegg grenzt an fünf andere Vorarlberger Gemeinden. Diese ebenfalls im Bezirk Bregenz liegenden Gemeinden sind im Uhrzeigersinn beginnend im Norden: Doren, Krumbach, Hittisau, Lingenau und Alberschwende.
|               | Doren                                       | Krumbach |
| Alberschwende | Kompassrose, die auf Nachbargemeinden zeigt | Hittisau |
|               | Lingenau                                    |          |

## Geschichte
Der Ort wurde 1249 erstmals als "Langunegge" urkundlich erwähnt. Unterlangenegg gehörte zum Kloster Mehrerau, Oberlangenegg den Grafen von Bregenz. 1537 wurden die Gemeinden kirchlich vereinigt, 1775 wurde die Kirche erbaut.
Die Habsburger regierten die Orte in Vorarlberg wechselnd von Tirol und Vorderösterreich (Freiburg im Breisgau) aus. Von 1805 bis 1814 gehörte der Ort zu Bayern, dann wieder zu Österreich. Zum österreichischen Bundesland Vorarlberg gehört Langenegg seit der Gründung 1861.
Bis zum Jahr 1924 war die heutige Gemeinde Langenegg in zwei Ortsgemeinden aufgeteilt: Oberlangenegg und Unterlangenegg. Diese beiden Gemeinden fusionierten mit 1. Jänner 1924 zur neuen Gemeinde Langenegg, nachdem der kinderlose Bauer Johann Georg Fuchs sein Legat an die Bedingung der Vereinigung geknüpft hatte. Der Ort war 1945 bis 1955 Teil der französischen Besatzungszone in Österreich. Am 6. Juli 2010 wurde Langenegg Sieger des Wettbewerbs um den 11. Europäischen Dorferneuerungspreis.
In der Biedermeierzeit soll in Unterlangenegg (Gfäll) eine salinische Eisenquelle als Heilquelle genutzt worden sein, um chronische Ausschläge und Geschwüre zu heilen.

### Bevölkerungsentwicklung
Der Ausländeranteil lag 2002 bei 7,1 %.
Die starke Zunahme der Bevölkerungszahl nach 1981 geht auf eine positive Geburtenbilanz und eine positive Wanderungsbilanz zurück. Nach 2001 wurde die Geburtenbilanz negativ, dies wurde aber durch die Zuwanderung ausgeglichen.

## Kultur und Sehenswürdigkeiten
Skulpturenweg Langenegg
2007 und 2009 haben sich jeweils neun Künstler aus Österreich, Italien, Deutschland und der Schweiz einem Baum der Wahl – noch im Walde stehend, liegend als Stamm oder in Form von Holzspänen gewidmet. Insgesamt 18 Skulpturen sind entstanden und können entlang der ehemaligen Trasse der Bregenzerwaldbahn, an der Langenegg von 1902 bis 1983 einen Bahnhof hatte, wie an einer Perlenschnur aufgereiht besichtigt werden. Eine dazugehörige Beschreibung als Prospekt ist im dortigen Tourismusbüro erhältlich.

## Wirtschaft und Infrastruktur
Größter Arbeitgeber am Ort ist der Automobilzulieferer Hoeckle mit ca. 200 Mitarbeitern.

### Wirtschaftssektoren
Von den 48 landwirtschaftlichen Betrieben des Jahres 2010 wurden 23 im Haupt- und 25 im Nebenerwerb geführt. Im Produktionssektor arbeiteten 116 Erwerbstätige im Bereich Warenherstellung, 53 in der Energieversorgung und 12 im Baugewerbe. Die wichtigsten Arbeitgeber im Dienstleistungssektor waren die Bereiche soziale und öffentliche Dienste (87), Handel (40) und Beherbergung und Gastronomie (18 Mitarbeiter).
| Wirtschaftssektor            | Anzahl Betriebe | Anzahl Betriebe | Erwerbstätige | Erwerbstätige |
| Wirtschaftssektor            | 2011            | 2001            | 2011          | 2001          |
| ---------------------------- | --------------- | --------------- | ------------- | ------------- |
| Land- und Forstwirtschaft 1) | 48              | 59              | 31            | 34            |
| Produktion                   | 22              | 9               | 181           | 53            |
| Dienstleistung               | 50              | 33              | 168           | 147           |

1) Betriebe mit Fläche in den Jahren 2010 und 1999

### Bildung
Am Ort gibt es eine Schule mit 104 Schülern (Stand 2024), einen Kindergarten und eine Kleinkindbetreuung.

### Energie
Langenegg gehört zu den 24 Gemeinden in Österreich (Stand 2019), die mit der höchsten Auszeichnung des e5-Gemeinden Energieprojekts ausgezeichnet wurden. Das e5-Gemeinde-Projekt soll die Umsetzung einer modernen Energie- und Klimapolitik auf Gemeindeebene fördern.

## Politik

### Gemeindevertretung
In Vorarlberg wählen die Bürger alle fünf Jahre die Mitglieder der Gemeindevertretung durch Ankreuzen eines Listen-Wahlvorschlages bzw. durch Mehrheitswahl wenn kein Listenvorschlag vorliegt. Weiters den Bürgermeister durch Ankreuzen eines Wahlvorschlages.
Die Gemeindevertretung wählt in der konstituierenden Sitzung aus ihrer Mitte – sofern keine Wahl durch die Bürger zustande kam – gemäß § 61 Gemeindegesetz einen Bürgermeister und dann einen mindestens dreiköpfigen Gemeindevorstand. Die Zahl dieser „Gemeinderäte“ darf aber gemäß § 55 den vierten Teil der Zahl der Gemeindevertreter nicht übersteigen.
Der Bürgermeister führt den Vorsitz bei den generell öffentlichen Sitzungen der Gemeindevertretung, in denen kommunale Belange besprochen und Beschlüsse gefasst werden. Beobachter haben kein Mitspracherecht und kein Stimmrecht. Die Gemeindevertretung kann nach Bedarf Ausschüsse bestellen. Sitzungen des Gemeindevorstandes und der Ausschüsse sind nicht öffentlich.

#### Sitzverteilung nach den Wahlen
- Gemeindevertretungswahlen 1985: Allg. Bürgerliste 12.[12]
- Gemeindevertretungswahlen 1990: Allg. Bürgerliste 12.[13]
- Gemeindevertretungswahlen 1995: Allgemeine Bürgerliste 12.[14]
- Mangels wählbarer Listen erfolgten die Gemeindevertretungswahlen 2000, 2005, 2010 und 2015 per Mehrheitswahl.[15][16][17][18]
- Gemeindevertretungswahlen 2020: Bürgerliste Langenegg 15.[19]
- Gemeindevertretungswahlen 2025: Langenegg verbinden 15.[20]

### Bürgermeister
- 1945–1951 Josef Anton Bechter[21]
- 1951–1970 Otto Steurer[21]
- 1970–1990 Alois Bechter[21]
- 1990–2006 Peter Nussbaumer[21][22]

- 2006–2015 Georg Moosbrugger
- 2015–2020 Kurt Krottenhammer
- seit September 2020 Thomas Konrad

### Gemeindewappen
Das Gemeindewappen entstand im Jahre 1969 nach einem Entwurf des Schrunser Künstlers und Heraldikers Konrad Honold.
Das Wappen zeigt auf silbernem Grund zwei verschlungene grüne Lindenzweige mit je zwei Blättern. Es wurde am 17. März 1970 verliehen.

## Persönlichkeiten

### Söhne und Töchter der Gemeinde
- Konrad Eberle (1903–1961), Mediziner und Politiker